# Adolf von Egmond

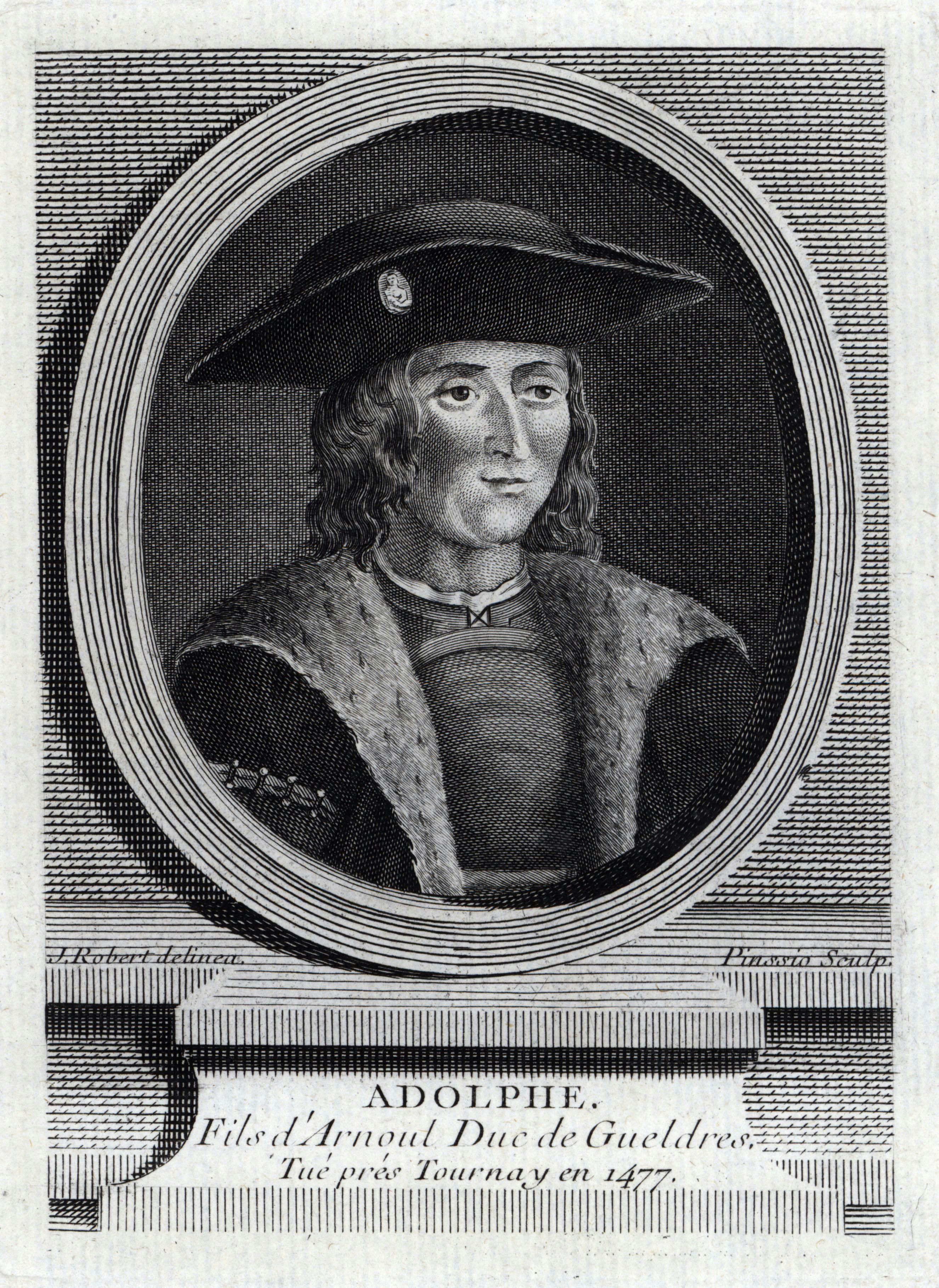
Adolf von Egmond; Kupferstich von
Sébastien Pinssio

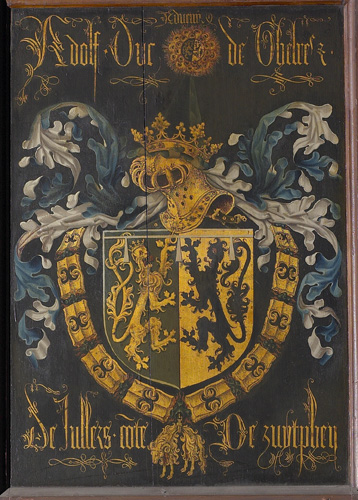
Wappenschild Herzog Adolfs von Geldern anlässlich des Festes des Ordens vom Goldenen Vlies 1468 in der Marienkirche in Brügge aufgehängt

Adolf von Egmond (* 12. Februar 1438 in Grave, Noord-Brabant; † 27. Juni 1477 in Tournai, Hennegau) aus dem Hause Egmond, war von 1465 bis 1471 sowie 1477  Herzog von Geldern.

## Leben
Er war der Sohn des Arnold von Egmond (* 1410; † 1473) und der Katharina von Kleve (* 1417; † 1479).
In einem blutigen Erbfolgestreit erkämpfte sich Adolf gegen seinen Vater Arnold die geldrische Herzogswürde. Er wurde dabei durch die geldrischen Landstände unterstützt. 1465 fiel die Entscheidung, als er seinen Vater gefangen nehmen konnte. In der Schlacht von Straelen am 23. Juni 1468 siegte Adolf von Egmond über Kleve.
1461 wurde er in den Orden vom Goldenen Vlies aufgenommen. Seine zunehmend antiburgundische Politik provozierte Herzog Karl den Kühnen, der ihn 1471 gefangen nahm und seinen Vater Arnold von Egmond wieder als Herzog von Geldern einsetzte. Nach dem Tod Karls des Kühnen war Adolf von Egmond 1477 noch einmal kurzfristig Herzog von Geldern, er fiel jedoch im selben Jahr vor Tournai. Er wurde in der Kathedrale in Tournai beigesetzt.

## Familie und Nachkommen
Er heiratete am 28. Dezember 1463 in Brüssel in erster Ehe Catharine de Bourbon (* 1440; † 1469), die Tochter von Charles I. de Bourbon und der Agnes von Burgund. Aus dieser Ehe stammten zwei Kinder:
- Philippa (* 1464; † 1547), ⚭ 1485 Herzog René II. von Lothringen (* 1451; † 1508);
- Karl (* 1467; † 1538).

Aus einer unehelichen Beziehung mit Elisabeth von Haeften stammte der Sohn:
- Rainer Bastard von Geldern (* ca. 1460, † 11. November 1522). Er wurde 1499 Herr von Grunsfoort, 1502–22 Statthalter des Oberquartiers Geldern, 1507 geldernscher Rat, 1514 Drost der Veluwe und 1516 Herr von Wickrath. Am 29. Juni 1503 heiratete er Aleid Schenck von Nideggen († 21. Dezember 1555), Erbin von Arcen. Gemeinsam wurden sie zu den Stammeltern der späteren Grafen von Geldern-Egmond.[1]

Aus weiteren unehelichen Beziehungen mit unbekannten Frauen stammten die Kinder:
- Wilhelm Bastard von Geldern (†nach 1532), 1526 Kanonikus zu Utrecht und Xanten.

- Joachim Bastard von Geldern, Kanonikus von Zutphen, 1522 Kaplan des Herzogs Karl (seines legitimen Hallbruders), 1527 Pastor in Aldekerk.

- Katharina Bastardin von Geldern, 1526 Nonne im Kloster Nazareth in Geldern.

- Ermgard Bastardin von Geldern.

- Johann Bastard von Geldern (* 1470, † 1509), 1492 Drost von Krieckenbeck und Erkelenz, 1501 Pfandherr von Rozendaal, 1502 Schultheiß von Hattem, 1508 Herr von Wilp. Er heiratete Margaretha van Eversdijk, Tochter des Michael van Eversdijk.[1]